# Laversines
Laversines és un municipi francès, situat al departament de l'Oise i a la regió dels Alts de França. L'any 2007 tenia 1.115 habitants.

## Demografia

### Població
El 2007 la població de fet de Laversines era de 1.115 persones. Hi havia 388 famílies de les quals 72 eren unipersonals (36 homes vivint sols i 36 dones vivint soles), 128 parelles sense fills, 172 parelles amb fills i 16 famílies monoparentals amb fills.
La població ha evolucionat segons el següent gràfic:
Habitants censats

### Habitatges
El 2007 hi havia 427 habitatges, 408 eren l'habitatge principal de la família, 10 eren segones residències i 9 estaven desocupats. 401 eren cases i 26 eren apartaments. Dels 408 habitatges principals, 334 estaven ocupats pels seus propietaris, 69 estaven llogats i ocupats pels llogaters i 5 estaven cedits a títol gratuït; 3 tenien una cambra, 13 en tenien dues, 49 en tenien tres, 101 en tenien quatre i 242 en tenien cinc o més. 317 habitatges disposaven pel capbaix d'una plaça de pàrquing. A 152 habitatges hi havia un automòbil i a 232 n'hi havia dos o més.

### Piràmide de població
La piràmide de població per edats i sexe el 2009 era:
| Homes | Edats   | Dones |
| ----- | ------- | ----- |
| 0     | 95 o +  | 0     |
| 0     | 90 a 94 | 4     |
| 0     | 85 a 89 | 12    |
| 4     | 80 a 84 | 4     |
| 16    | 75 a 79 | 8     |
| 4     | 70 a 74 | 12    |
| 16    | 65 a 69 | 20    |
| 20    | 60 a 64 | 20    |
| 16    | 55 a 59 | 20    |
| 52    | 50 a 54 | 48    |
| 44    | 45 a 49 | 36    |
| 40    | 40 a 44 | 40    |
| 44    | 35 a 39 | 44    |
| 8     | 30 a 34 | 20    |
| 36    | 25 a 29 | 24    |
| 24    | 20 a 24 | 12    |
| 28    | 15 a 19 | 28    |
| 56    | 10 a 14 | 28    |
| 20    | 5 a 9   | 40    |
| 16    | 0 a 4   | 16    |

## Economia
El 2007 la població en edat de treballar era de 737 persones, 580 eren actives i 157 eren inactives. De les 580 persones actives 530 estaven ocupades (290 homes i 240 dones) i 50 estaven aturades (23 homes i 27 dones). De les 157 persones inactives 55 estaven jubilades, 56 estaven estudiant i 46 estaven classificades com a «altres inactius».

### Ingressos
El 2009 a Laversines hi havia 412 unitats fiscals que integraven 1.117 persones, la mediana anual d'ingressos fiscals per persona era de 20.681 €.

### Activitats econòmiques
Dels 19 establiments que hi havia el 2007, 1 era d'una empresa de fabricació d'altres productes industrials, 9 d'empreses de construcció, 1 d'una empresa de comerç i reparació d'automòbils, 1 d'una empresa de transport, 2 d'empreses d'hostatgeria i restauració, 1 d'una empresa financera, 1 d'una empresa immobiliària, 2 d'empreses de serveis i 1 d'una entitat de l'administració pública.
Dels 12 establiments de servei als particulars que hi havia el 2009, 3 eren paletes, 1 guixaire pintor, 1 fusteria, 2 lampisteries, 1 electricista, 1 empresa de construcció, 2 restaurants i 1 agència immobiliària.
L'any 2000 a Laversines hi havia 10 explotacions agrícoles.

## Equipaments sanitaris i escolars
El 2009 hi havia una escola elemental.

## Poblacions més properes
El següent diagrama mostra les poblacions més properes.